# Suzuki VX 800
Suzuki VX 800 je motocykl firmy Suzuki, vyráběný v letech 1990–1997.
Suzuki VX 800 je motocykl kategorie naked bike. Motor původem z modelu Suzuki Intruder 750 má zvětšené vrtání o 3 mm. Výhodou pro cestovatele je bezúdržbový sekundární převod kardanem. Konkurenci pro tento model – naked bike s pohonem kardanem – představuje Honda NTV 650 Revere. Nástupcem modelu je Suzuki SV 650, který má sice V-motor, ale sekundární pohon řetězem.

## Technické parametry pro modelový rok 1990
- Rám: dvojitý ocelový páteřový
- Pohotovostní hmotnost: 238 kg
- Maximální rychlost: 186 km/h